# کوشک سفلی (بافت)
کوشک سفلی (بافت)، روستایی از توابع کرمان است

## جمعیت
این روستا در دهستان دشتاب قرار دارد و براساس سرشماری مرکز آمار ایران در سال ۱۳۸۵، جمعیت آن ۱۱۲ نفر (۲۵خانوار) بوده‌است.